# Arboretum de Kalmthout

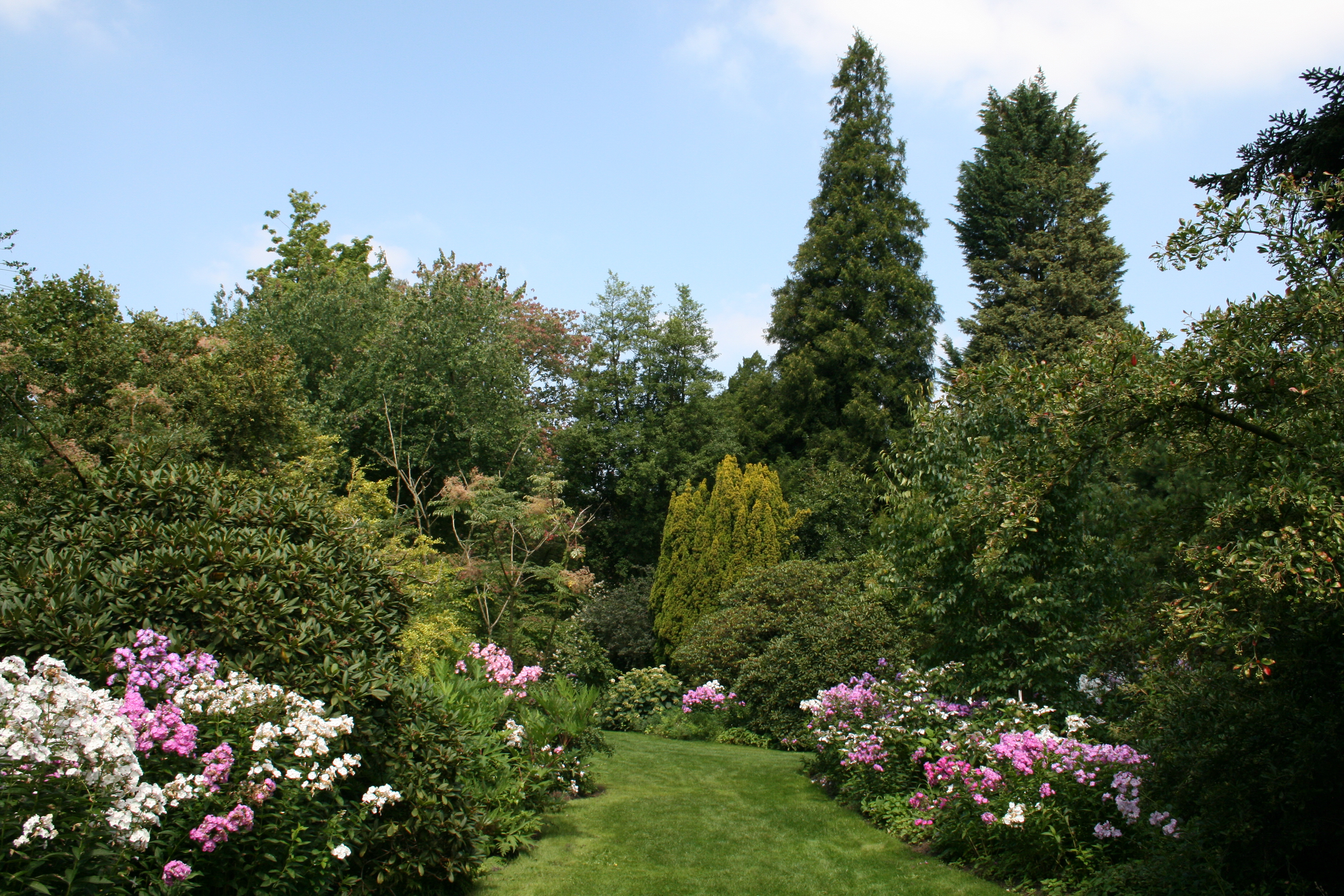
La drève des conifères.

L’arboretum de Kalmthout (en néerlandais : Arboretum Kalmthout) est aujourd'hui un jardin botanique situé à Kalmthout en Belgique. Il a été créé comme un simple arboretum par Charles Van Geert en 1857. Racheté en 1952 par le diamantaire anversois Robert de Belder et remis en état par son épouse Jelena de Belder-Kovačič, il est devenu propriété de la province d'Anvers en 1986 et est ouvert au public.
Il a une superficie de 12 hectares et disposent de plus de 7 000 arbres. On y trouve une collection particulièrement riche d'hamamélis qui donne lieu à une fête annuelle de l'hamamélis de la mi-janvier à la mi-février. C'est l'un des plus anciens et plus variés jardins en Flandre.
De 1982 à 2000, Benoît Fondu est l'administrateur de l’Arboretum de Kalmthout.

## Référence
1. ↑  « Benoît Fondu », sur Domaine de Chevetogne (consulté le 15 aout 2021)